# Luzé
Luzé – miejscowość i gmina we Francji, w Regionie Centralnym, w departamencie Indre i Loara.
Według danych na rok 1990 gminę zamieszkiwały 273 osoby, a gęstość zaludnienia wynosiła 13 osób/km² (wśród 1842 gmin Regionu Centralnego Luzé plasuje się na 868. miejscu pod względem liczby ludności, natomiast pod względem powierzchni na miejscu 624.).